# Manuel Font Fernández de la Herrán
Manuel Font Fernández de la Herrán (Málaga, 22 december 1862 – Sevilla, 5 maart 1943) was een Spaans componist en dirigent.

## Levensloop
Hij is de zoon van José Font Marimont en vader van Manuel Font de Anta en José Font de Anta en daarmee lid van een heel bekende muzikale familie in Sevilla. Als zoon van de dirigent van de Banda Municipal de Sevilla kwam hij vanzelfsprekend in de muziekschool van de banda tot muzieklessen. Later werd hij lid en later dirigent van de Banda de Soria 9 de militaire kapel, die verschillende bekende componisten als kapelmeester naar voren gebracht heeft, onder ander Juan Vicente Mas Quiles.
In 1895 werd hij dirigent van de Banda Municipal de Sevilla, die toen nog Banda del Asilo de la Mendicidad de San Fernando heette, en bleef in deze functie tot 1932. Hij verbeterde de instrumentatie van de Marchas procesionales, een heel belangrijke facet in het repertoire van de banda, naast de paso-dobles, coplas en zarzuelas. In 1899 schreef hij ter nagedachtenis aan zijn bekende vader de mars "A la memoria de mi padre" en instrumenteerde de aria uit de Italiaanse opera "Jone", die zich tot een klassieker voor de omtochten van de Semana Santa ontwikkelden.

## Composities

### Werken voor banda (harmonieorkest)
- 1876 Quinta Angustia
- 1899 A la memoria de mi padre, marcha
- 1928 Sagrada Lanzada
- 1941 Expiración
- Amarguras marcha
- Exaltación